# Горно-Войводино
Горно-Войводино (болг. Горно Войводино) — село в Болгарии. Находится в Хасковской области, входит в общину Хасково. Население составляет 132 человека.

## Политическая ситуация
В местном кметстве Горно-Войводино, в состав которого входит Горно-Войводино, должность кмета (старосты) исполняет Георги Стамов Георгиев (движение «Социальная солидарность») по результатам выборов.
Кмет (мэр) общины Хасково — Георги Иванов Иванов (коалиция партий: партия «Родина», демократический союз «Радикалы») по результатам выборов.